# The Hospital
The Hospital (Brasil: Hospital / Portugal: O Hospital) é um filme norte-americano de 1971, do gênero comédia, dirigido por Arthur Hiller  e estrelado por George C. Scott e Diana Rigg.

## Produção
Comédia de humor negro que satiriza o sistema médico norte-americano, The Hospital é um filme de comentário social típico de muitas produções do início da década de 1970. Longe de telesséries como Dr. Kildare, a instituição imaginada pelo roteirista Paddy Chayefsky abriga um assassino de médicos, um feiticeiro africano e pacientes que se deliciam com a morte de outros para assim usar as camas para fazer sexo. Por fim, o protagonista conclui que "não curamos nada". Na visão de Leonard Maltin, as verdades ditas na tela deixam os espectadores tristes, de certa forma.
Ao brincar com assuntos sérios, transformando-os na loucura que fez a fama dos Irmãos Marx, Paddy Chayefsky conquistou o segundo de seus três Oscar. O roteirista também é o narrador da introdução.
Para Ken Wlaschin, este é um dos dez melhores trabalhos de George C. Scott. Brilhante no papel de um cirurgião alcoólatra, grosseiro e irritadiço, Scott foi novamente lembrado pela Academia para o Oscar de Melhor Ator, um ano depois de levar a estatueta por Patton.

## Sinopse
Em um hospital onde pacientes morrem devido a medicamentos errados e negligência generalizada, o Doutor Herbert Bock, abandonado pela esposa e pelos filhos, pensa seriamente em suicídio. Quem o salva, inclusive da impotência, é Barbara, por quem ele se apaixona. Barbara deseja levar o pai Edmund, internado ali, de volta para uma aldeia indígena onde possuem uma clínica. Enquanto isso, um misterioso matador anda eliminando membros do corpo docente...

## Principais premiações
| Patrocinador                                            | Prêmio                     | Categoria | Situação          |
| ------------------------------------------------------- | -------------------------- | --- | ----------------- |
| Academia de Artes e Ciências Cinematográficas           | Oscar                      | Melhor Ator (George C. Scott) Melhor Roteiro Original                                                                    | Indicado Vencedor |
| Associação de Correspondentes Estrangeiros de Hollywood | Golden Globe               | Melhor Ator em Filme Dramático (George C. Scott)) Melhor Atriz Coadjuvante - Cinema (Diana Rigg) Melhor Roteiro - Cinema | Indicado Vencedor |
| Writers Guild of America                                | WGA                        | Melhor Roteiro - Comédia                                                                                                 | Vencedor          |
| Festival de Berlim                                      | Urso de Ouro Urso de Prata | Melhor Filme Prêmio Especial do Júri                                                                                     | Indicado Vencedor |
| British Academy of Film and Television Arts             | BAFTA Award                | Melhor Ator (George C. Scott) Melhor Roteiro Original                                                                    | Indicado Vencedor |

## Elenco
| Ator/Atriz        | Personagem          |
| ----------------- | ------------------- |
| George C. Scott   | Doutor Herbert Bock |
| Diana Rigg        | Barbara Drummond    |
| Barnard Hughes    | Edmund Drummond     |
| Richard Dysart    | Doutor Welbeck      |
| Stephen Elliott   | Doutor Sundstrom    |
| Donald Harron     | Milton Mead         |
| Andrew Duncan     | William Mead        |
| Nancy Marchand    | Senhora Christie    |
| Jordan Charney    | Hitchcock           |
| Roberts Blossom   | Guernsey            |
| Lenny Baker       | Doutor Schaefer     |
| Richard Hamilton  | Doutor Ronald Casey |
| Arthur Junaluska  | Blacktree           |
| Kate Harrington   | Enfermeira Dunne    |
| Katherine Helmond | Marilyn Mead        |